# 于重華 (青城)
于重華（1609年—？），號二唐，山東濟南府青城縣人，民籍，明末清初政治人物。

## 生平
崇禎三年（1630年）庚午科山東鄉試第十七名舉人，四年（1631年）辛未科進士。兵部觀政，授汝寧府推官，六年（1633年）任河南鄉試同考官，九年（1636年）丁憂。起為常州府推官，升兵部職方司員外郎，出為山西按察司僉事，途經山西陽和，適逢李自成軍至，于重華出城十里迎降，隨李自成入京，授兵部職方司主事。
明亡仕清，起為山西布政使司參議、分巡岢嵐，升江南按察司副使、管按察使事。寬獄賑荒，除奸剔弊，所至有治聲。刻有《利郢歌》、《秋風嘯》諸篇。

## 家族
曾祖于奉祖；祖父于永清，福建道監察御史；父于四規。從弟于重寅。

## 引用
1. ↑  《崇禎辛未科進士履歷》
2. ↑  《崇祯四年辛未科三百五十名进士履历》：于重華，二唐，書一房，己酉四月初六日生。青城人，庚午十七，会三百八名，三甲一百六十四名。兵部政，壬申授汝宁府推官，癸酉本省同考，举卓异，丙子丁忧，丁丑考察，调。曾祖奉祖，封知县、赠御史。祖永清，御史、中顺大夫、癸未。父四規，廪生。
3. ↑  《明史紀事本末》
4. ↑  順治元年十月，以内院副理事官于变龙为山西布政使司参政驿传道；故明山西按察使司佥事于重华为山西布政使司参议岢岚道。
5. ↑  順治二年秋七月，以山西岢岚道参议于重华为江南按察使司副使管按察使事。
6. ↑  《濟南府志》

| 官衔          | 官衔                    | 官衔          |
| ------------- | ----------------------- | ------------- |
| 前任： 陳之煌 | 明朝常州府推官 崇禎年間 | 繼任： 林逢春 |